# لیمن وارد (هنرپیشه)
لیمان وارد (انگلیسی: Lyman Ward؛ زادهٔ ۲۱ ژوئن ۱۹۴۱) یک هنرپیشه اهل کانادا است.
او در فیلم اعتراف به گناه بازی کرده است.